# Sainte-Anne-Saint-Priest
Pour les articles homonymes, voir Sainte-Anne.
Sainte-Anne-Saint-Priest, Senta-Anna-Sent-Príech en occitan, est une commune française située dans le département de la Haute-Vienne en région Nouvelle-Aquitaine.

### Localisation

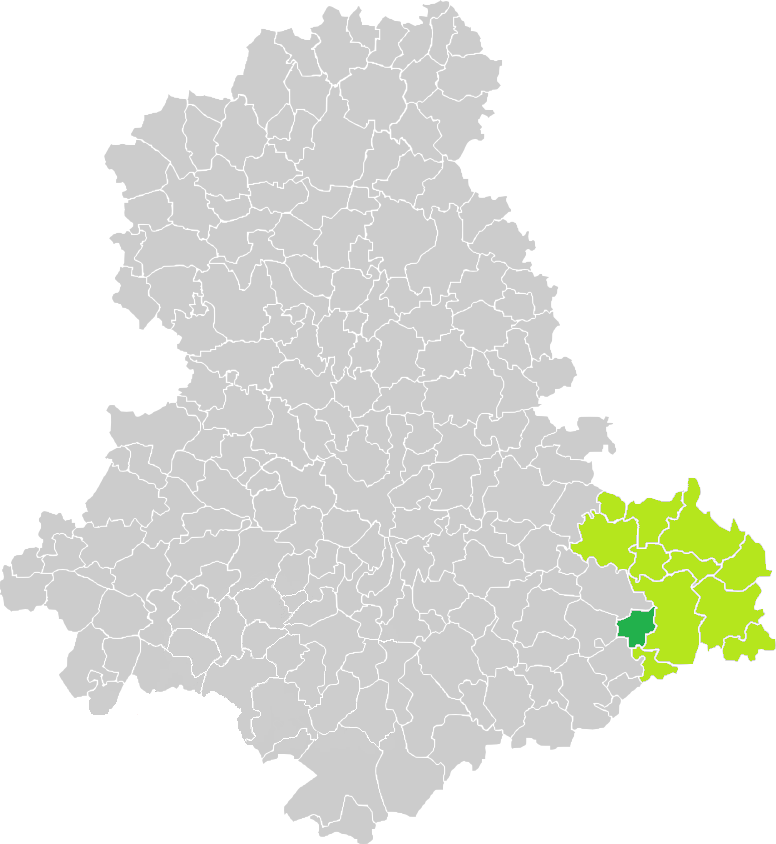
Situation de la commune de Sainte-Anne-Saint-Priest en Haute-Vienne.

## Géographie

### Communes limitrophes
|                      | Neuvic-Entier            |            |
| Châteauneuf-la-Forêt | Sainte-Anne-Saint-Priest | Eymoutiers |
| Sussac               | Domps                    |            |

### Relief et hydrographie
Cette commune est située sur les contreforts occidentaux du Massif central, incluse dans ce qui est communément appelé la « montagne limousine » (bordure occidentale du plateau de Millevaches).  Altitude et vallonnement sont les caractéristiques. Hydrographie importante, nombreux cours d'eau dont la Combade, affluent en rive gauche de la Vienne, mais aussi les ruisseaux de Bussy, du Courtieux, des Vergnes, de Grigeas.

### Climat
Pour des articles plus généraux, voir Climat de la Nouvelle-Aquitaine et Climat de la Haute-Vienne.
Historiquement, la commune est exposée à un climat de montagne.  
En 2020, Météo-France publie une typologie des climats de la France métropolitaine dans laquelle la commune est toujours exposée à un climat de montagne et est dans la région climatique  Ouest et nord-ouest du Massif Central, caractérisée par une pluviométrie annuelle de 900 à 1 500 mm, maximale en automne et en hiver.
Pour la période 1971-2000, la température annuelle moyenne est de 10,1 °C, avec une amplitude thermique annuelle de 14,6 °C. Le cumul annuel moyen de précipitations est de 1 341 mm, avec 13,7 jours de précipitations en janvier et 8,6 jours en juillet. Pour la période 1991-2020, la température moyenne annuelle observée sur la station météorologique la plus proche, située sur la commune d'Eymoutiers à 5,76 km à vol d'oiseau, est de 11,4 °C et le cumul annuel moyen de précipitations est de 1 170,3 mm,. Pour l'avenir, les paramètres climatiques de la commune estimés pour 2050 selon différents scénarios d'émission de gaz à effet de serre sont consultables sur un site dédié publié par Météo-France en novembre 2022.

## Urbanisme

### Typologie
Au 1er janvier 2024, Sainte-Anne-Saint-Priest est catégorisée commune rurale à habitat très dispersé, selon la nouvelle grille communale de densité à sept niveaux définie par l'Insee en 2022.
Elle est située hors unité urbaine. Par ailleurs la commune fait partie de l'aire d'attraction de Limoges, dont elle est une commune de la couronne,. Cette aire, qui regroupe 127 communes, est catégorisée dans les aires de 200 000 à moins de 700 000 habitants,.

### Occupation des sols
L'occupation des sols de la commune, telle qu'elle ressort de la base de données européenne d’occupation biophysique des sols Corine Land Cover (CLC), est marquée par l'importance des forêts et milieux semi-naturels (55,3 % en 2018), une proportion sensiblement équivalente à celle de 1990 (54,6 %). La répartition détaillée en 2018 est la suivante : 
forêts (51 %), prairies (28,9 %), zones agricoles hétérogènes (15,8 %), milieux à végétation arbustive et/ou herbacée (4,3 %). L'évolution de l’occupation des sols de la commune et de ses infrastructures peut être observée sur les différentes représentations cartographiques du territoire : la carte de Cassini (XVIIIe siècle), la carte d'état-major (1820-1866) et les cartes ou photos aériennes de l'IGN pour la période actuelle (1950 à aujourd'hui).

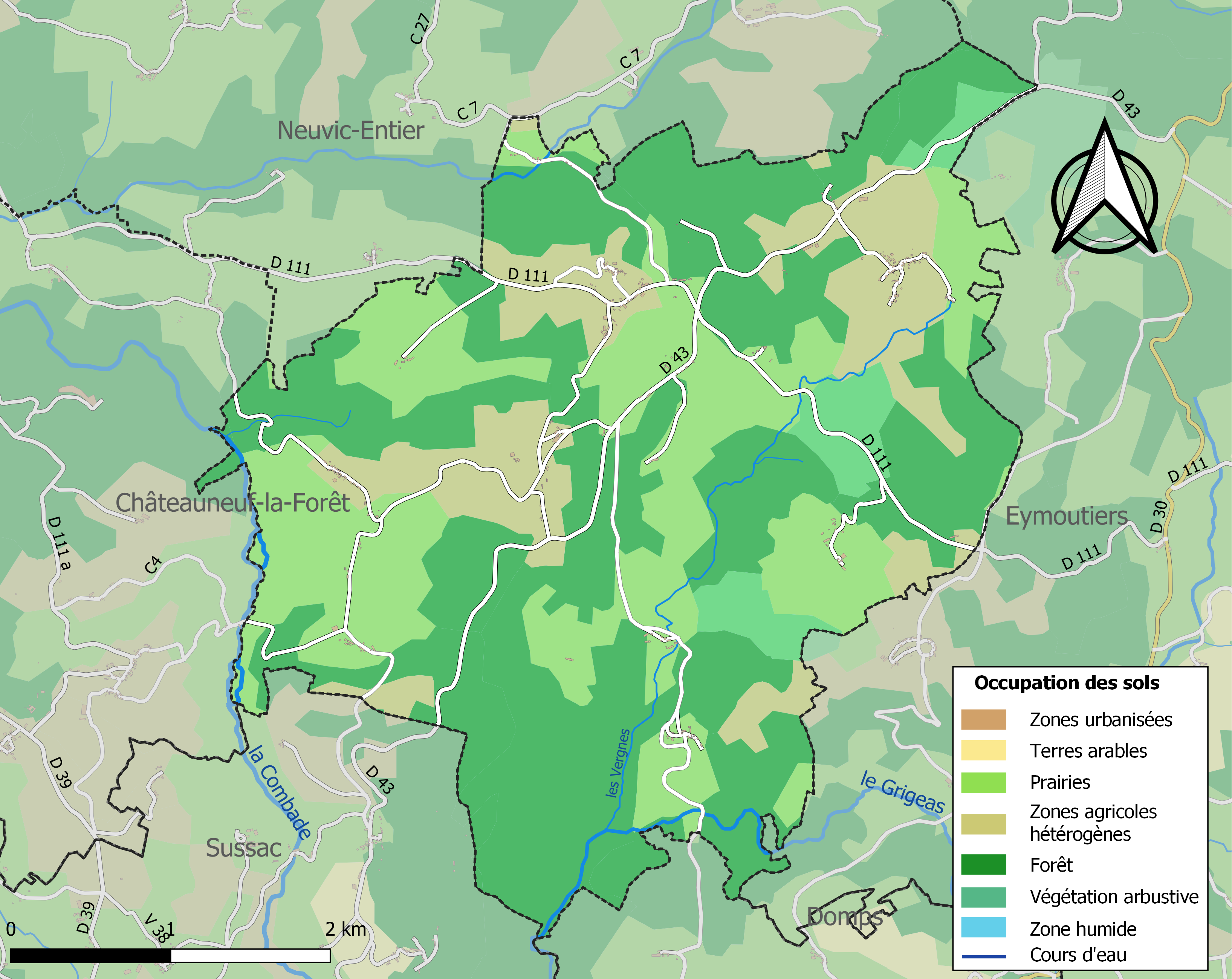
Carte des infrastructures et de l'occupation des sols de la commune en 2018 (CLC).

### Risques majeurs
Le territoire de la commune de Sainte-Anne-Saint-Priest est vulnérable à différents aléas naturels : météorologiques (tempête, orage, neige, grand froid, canicule ou sécheresse) et séisme (sismicité très faible). Il est également exposé à un risque particulier : le risque de radon. Un site publié par le BRGM permet d'évaluer simplement et rapidement les risques d'un bien localisé soit par son adresse soit par le numéro de sa parcelle.

#### Risques naturels

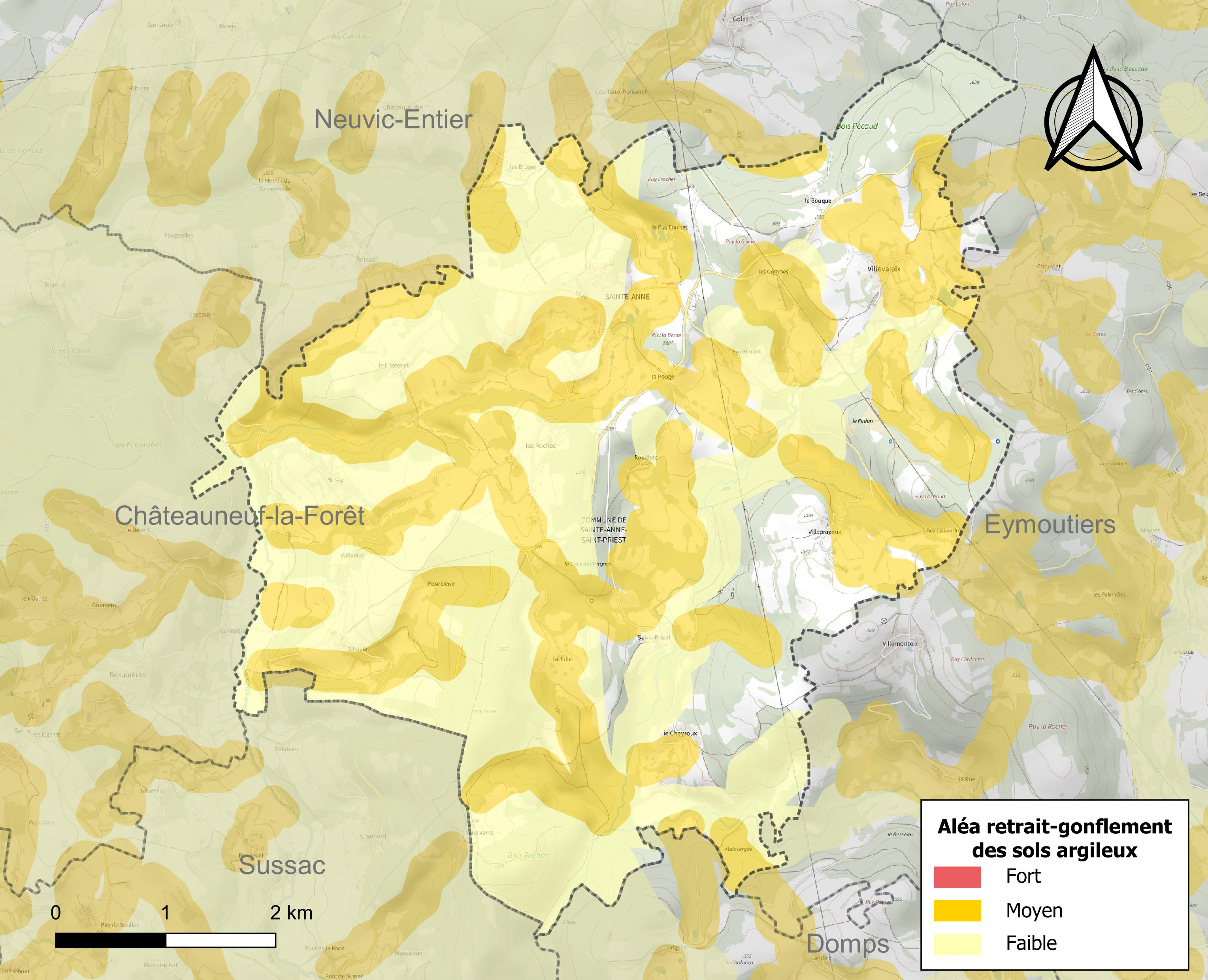
Carte des zones d'aléa retrait-gonflement des sols argileux de Sainte-Anne-Saint-Priest.

Le retrait-gonflement des sols argileux est susceptible d'engendrer des dommages importants aux bâtiments en cas d’alternance de périodes de sécheresse et de pluie. 43,1 % de la superficie communale est en aléa moyen ou fort (27 % au niveau départemental et 48,5 % au niveau national métropolitain). Depuis le 1er octobre 2020, en application de la loi ÉLAN, différentes contraintes s'imposent aux vendeurs, maîtres d'ouvrages ou constructeurs de biens situés dans une zone classée en aléa moyen ou fort,.
La commune a été reconnue en état de catastrophe naturelle au titre des dommages causés par les inondations et coulées de boue survenues en 1982 et 1999 et par des mouvements de terrain en 1999.

#### Risque particulier
Dans plusieurs parties du territoire national, le radon, accumulé dans certains logements ou autres locaux, peut constituer une source significative d’exposition de la population aux rayonnements ionisants. Selon la classification de 2018, la commune de Sainte-Anne-Saint-Priest est classée en zone 3, à savoir zone à potentiel radon significatif.

## Histoire
La plus ancienne occupation humaine attestée remonte à la fin du Xe siècle : un prieuré dédié à sainte Radegonde avait été créé à Saint-Priest. Une paroisse suivit, avec son église vers 1145. Celle de Sainte-Anne est probablement ultérieure (plus vieille mention vers 1288). Le territoire communal actuel (1 654 ha) était donc partagé au Moyen Âge entre non seulement deux, mais trois paroisses, avec Villevaleix.
La paroisse de Sainte-Anne appartenait à la province du Poitou (élection de Bourganeuf) sur le plan administratif, mais au diocèse de Limoges sur le plan religieux.  J. Dubois donne ensuite la liste des maires et instituteurs, de 1796 à 1885.
Le nom de la paroisse de Saint Priest-les-Vergnes mérite une première explication. Saint Priest était particulièrement vénéré dans le Massif central. Évêque de Clermont au VIIe siècle, période mérovingienne, son nom fut donné à une paroisse attestée en 1145 (Sancti Projecti). Cependant, les lieux étaient habités bien antérieurement, comme on le lira plus loin. Les Vergnes s'ajouta alors, en référence à un arbre assez répandu dans les forêts médiévales, l'aulne. Las Vernhas en est la version occitane, venant elle-même du celtique « verno ». En 996 existait déjà un prieuré dédié à sainte Radegonde, rattaché au monastère d'Uzerche, qui y nommait l'abbé. En 1458, l'église paroissiale proche fut reconstruite, peut-être après quelques ravages pendant la guerre de Cent Ans.
En 1629, le curé en était Martial Goudon. Toutefois la Révolution amena la création d'une commune (réunie plus tard à Sainte-Anne, 1835). Les terres alentour avaient des noms évocateurs, visibles sur un plan ancien appelé « pouillé » : Pré du Prieur, Pré du Prêtre, Pré de la Cure. L'église disparut devenant une grange, où l'on peut encore voir les armes de la famille Romanet.
Au Moyen Âge, le petit village de la paroisse de Villevaleix avait pour seigneur l'évêque de Limoges. Comme les deux paroisses voisines, il trouvait son origine dans un monastère, mais féminin. Il s'agissait d'un prieuré de bénédictines (elles étaient 18 en 1370). On connaît ainsi le nom d'une prieure, Blanche de Beaumont (1470). Ce fut probablement cet établissement qui attira des habitants donnant naissance ainsi à une paroisse, avant que celle-ci ne soit absorbée. En 1565, le passage des troupes huguenotes de Coligny entraîna pillages et destructions, y compris du monastère.  En 1597, la foudre s'abattit sur le clocher. Le curé – on connaît ainsi le nom de Martial Boutonneaud (1655) – avait des prérogatives originales. Il choisissait par exemple la sage femme (on disait alors « femme sage »), qui devait être obligatoirement, sous peine de refus de baptême, la marraine de tous les enfants nés dans la paroisse. Les relations entre curé et prieuré ne furent pas toujours faciles, comme en témoigne ce procès qui opposa Bardoulet à dame Gabrielle d'Ussel (1773). Villevaleix ne fut jamais commune, mais réuni à celle de Saint-Priest-les-Vergnes. Cette dernière fut réunie à celle de Sainte-Anne par l'ordonnance du 15 mai 1836 donnant naissance à Sainte-Anne-Saint-Priest.

### Les Hospitaliers
Sainte-Anne est formée d'une commanderie de l'ordre de Saint-Jean de Jérusalem, « une des plus pauvres de la  langue d'Auvergne », son seigneur n'était pas résident (en fait, à Nabeyron).
Son église était fortifiée, comme l'atteste un document datant des guerres de Religion. En 1589, elle fut reprise aux protestants par les soldats Ligueurs (catholiques). Période fort animée malheureusement. C'est probablement ce qui explique le transfert (non daté) des reliques de sainte Anne à Eymoutiers. Dès lors, il y eut tous les ans une grande procession le mardi de Pentecôte, dite « pour la conservation du Roi ». Le curé d'Eymoutiers y présidait, assisté d'un vicaire. Ceux de Sainte-Anne sont connus grâce aux travaux de Joseph Dubois (voir plus loin), qui cite par exemple De Pragout (1655). Cet auteur évoque également un fait divers étonnant en 1655 (une chute grave) et les conclusions fort détaillées d'un « chevalier visiteur » en 1685. Comme toute seigneurie, Sainte-Anne possédait un moulin banal, et ses terres étaient soit affermées (1685 : sieur Psalmet Masmoret, fermier) soit en métayage. Il y avait aussi une juridiction locale, avec un juge (Guillaume Ruben en 1629), un greffier (Léonard Masmoret en 1729), et un procureur d'office. Cette organisation disparut avec la Révolution, qui entraîna provisoirement la transformation de l'église en étable.

## Politique et administration
| Période                                  | Période  | Identité        | Étiquette | Qualité |
| ---------------------------------------- | -------- | --------------- | --------- | ------- |
| mars 2014                                | En cours | Thierry Musette | PCF       |         |
| Les données manquantes sont à compléter. |          |                 |           |         |

## Démographie
Les chiffres du tableau suivant sont trompeurs : jusqu'en 1831, il s'agit de la seule commune de Sainte-Anne (sans Saint-Priest). Un paragraphe très intéressant rappelant les chiffres par villages (d'après Dubois), a été stupidement effacé ici (merci le contributeur !).
D'après les registres paroissiaux, vers 1750 (trois paroisses), il aurait pu y avoir environ 280 habitants à Saint-Priest (dont 60 au bourg, 70 à Bussy, idem à Cheyroux), 200 à Sainte-Anne (dont 150 au bourg), 120 à Villevaleix, soit pour la commune actuelle : environ 600 habitants, 100 de plus qu'un siècle plus tard. La population en 1760 - époque où n'existait pas de recensement - a été reconstituée par Michel Patinaud. Les listes d'habitants y sont présentées par village.
Le maximum de population se situe juste avant 1900 (1896), soit plus tardif que la majorité des communes du plateau de Millevaches. La diminution en un siècle environ correspond à division par 4,5 (conforme), alors que plus au NE, dans les communes participant sans doute plus au travail saisonnier, cette division va de 6 à 10. (note : magazine IPNS, n° 46, mars 2014 / "Quand le plateau de Millevaches était un monde "plein")
Les chiffres ci-dessous ne concernent la totalité de la commune actuelle qu'à partir de 1836. Auparavant, il s'agit du recensement de la seule commune de Sainte-Anne (sans Saint-Priest et Villevaleix)
L'évolution du nombre d'habitants est connue à travers les recensements de la population effectués dans la commune depuis 1793. Pour les communes de moins de 10 000 habitants, une enquête de recensement portant sur toute la population est réalisée tous les cinq ans, les populations de référence des années intermédiaires étant quant à elles estimées par interpolation ou extrapolation. Pour la commune, le premier recensement exhaustif entrant dans le cadre du nouveau dispositif a été réalisé en 2005.

En 2022, la commune comptait 140 habitants, en évolution de −14,11 % par rapport à 2016 (Haute-Vienne : −0,68 %, France hors Mayotte : +2,11 %).
| 1793 | 1800 | 1821 | 1831 | 1836 | 1841 | 1846 | 1851 | 1856 |
| ---- | ---- | ---- | ---- | ---- | ---- | ---- | ---- | ---- |
| 139  | 160  | 144  | 198  | 472  | 513  | 569  | 509  | 577  |

| 1861 | 1866 | 1872 | 1876 | 1881 | 1886 | 1891 | 1896 | 1901 |
| ---- | ---- | ---- | ---- | ---- | ---- | ---- | ---- | ---- |
| 561  | 582  | 559  | 557  | 542  | 560  | 609  | 623  | 619  |

| 1906 | 1911 | 1921 | 1926 | 1931 | 1936 | 1946 | 1954 | 1962 |
| ---- | ---- | ---- | ---- | ---- | ---- | ---- | ---- | ---- |
| 603  | 556  | 471  | 411  | 394  | 370  | 376  | 356  | 285  |

| 1968 | 1975 | 1982 | 1990 | 1999 | 2005 | 2006 | 2010 | 2015 |
| ---- | ---- | ---- | ---- | ---- | ---- | ---- | ---- | ---- |
| 244  | 217  | 202  | 165  | 141  | 154  | 158  | 143  | 157  |

| 2020 | 2022 | - | - | - | - | - | - | - |
| ---- | ---- | - | - | - | - | - | - | - |
| 148  | 140  | - | - | - | - | - | - | - |

## Lieux et monuments
- Croix de Saint-Priest-les-Vergnes (XVIIe siècle).
- Église Sainte-Anne (XIIIe siècle). L'édifice a été inscrit au titre des monuments historiques en 1977[25].
- Église de Saint-Priest-les-Vergnes (XVe siècle). L'édifice a été classé au titre des monuments historiques en 1977[26].
- Église du prieuré Sainte-Radegonde de Villevaleix.

## Personnalités liées à la commune
- Déodat Gratet de Dolomieu, dernier commandeur de Sainte-Anne (1781-1789)[27]

## Pour approfondir